# 100 mètres dos masculin aux Jeux olympiques d'été de 1924
L'épreuve de 100 mètres dos masculin des Jeux olympiques de 1924 a eu lieu du 16 au 18 juillet 1924 dans un bassin long de 50 mètres, le stade aquatique des Tourelles à Paris.
Le record olympique date des Jeux olympiques de 1920, établi en séries par l'Américain Warren Kealoha en 1 min 14 s 80. Le record du monde appartient au même Kealoha en 1 min 12 s 40.
Tous les concurrents choisissent définitivement le dos crawlé, utilisé pour la première fois par Harry Hebner lors des Jeux olympiques de 1912 à Stockholm.
Le nageur hawaïen Warren Kealoha domine la compétition de bout en bout. Il améliore son propre record olympique en séries puis en finale. L'ordre d'arrivée des demi-finales est celui de la finale, remportée facilement par Kealoha qui conserve son titre acquis à Anvers. Seul son compatriote Wyatt peut s'accrocher un temps avant d'être distancé dans les derniers 25 mètres. L'affrontement pour la troisième place est finalement une seconde course.

## Séries
Les séries du 100 mètres dos masculin ont lieu le mercredi 16 juillet le matin,. Les entrées ce matin-là sont comptées à un peu plus de 1 000 spectateurs. Cependant, en raison de problèmes d'organisation des épreuves de tremplin, les séries du 100 mètres dos n'ont lieu qu'à 13 h devant des tribunes quasiment vides pour se terminer à plus de 14 h 20, à peine une demi-heure avant la reprise des épreuves de l'après-midi. Le journal sportif L'Auto suggère que les compétitions commencent tard le matin car les organisateurs auraient des difficultés à se lever, en raison de leurs longues soirées parisiennes. Les deux premiers de chaque série et le meilleur troisième sont qualifiés pour les demi-finales.
29 nageurs venus de 15 pays sont engagés. 9 nageurs sont forfaits : un Argentin Juan Behrensen ; un Canadien T. R. Walker ; un Hongrois Aladár Bitskey ; un Italien Emilio Polli ; un Norvégien Rolf Lund ; deux Tchécoslovaques Valdemar Bičák et Jiří Vodička ; et deux Yougoslaves B. Deak et Z. Mirkovic. Au total, ce sont 20 nageurs venus de 11 pays qui s'affrontent.
La première série est dominée par le nageur hawaïen Warren Kealoha qui améliore d'une seconde son propre record olympique en 1 min 13 s 40. Le Belge Gérard Blitz essaye de se maintenir au niveau de l'Américain, mais faiblit lors du retour et termine, avec les honneurs à un peu plus de 5 mètres. Lors de la deuxième série, un autre nageur américain Henry Luning, pourtant facile vainqueur, est disqualifié pour départ anticipé,,. Selon L'Auto, lors de la troisième série, le nageur strasbourgeois Émile Zeibig avec 1 min 22 s 20 bat de 20 centièmes le record de France jusque là détenu par Georges Paulus.
| Série | Rang | Pays | Nom                      | Temps                           | Qualification                |
| ----- | ---- | ---- | ------------------------ | ------------------------------- | ---------------------------- |
| 1     | 1    |      | Warren Kealoha           | 1 min 13 s 40                   | Q (RO)                       |
| 1     | 2    |      | Gérard Blitz             | 1 min 19 s                      | Q                            |
| 1     | 3    |      | Jimmy Worthington (en)   | 1 min 23 s 20                   | q (meilleur troisième)       |
| 1     | 4    |      | Maurice Ducos            | 1 min 25 s                      |                              |
| 2     | 1    |      | Károly Bartha            | 1 min 18 s                      | Q                            |
| 2     | 2    |      | John McDowall (en)       | 1 min 21 s 80                   | Q                            |
| 2     | 3    |      | Aart van Wilgenburg (en) | 1 min 24 s 60                   |                              |
| 2     | 4    |      | Tsunenobu Ishida         | 1 min 26 s                      |                              |
| 2     | 5    |      | Georges Paulus           | 1 min 28 s                      |                              |
| 2     | dsq  |      | Henry Luning (en)        | 1 min 16 s 40                   | Disqualifié pour faux départ |
| 3     | 1    |      | Paul Wyatt               | 1 min 19 s 40                   | Q                            |
| 3     | 2    |      | Émile Zeibig             | 1 min 22 s 40 ou 1 min 22 s 20, | Q (RF)                       |
| 3     | 3    |      | Jean-Pierre Moris (en)   | 1 min 41 s 20                   |                              |
| 4     | 1    |      | Austin Rawlinson         | 1 min 18 s 80                   | Q                            |
| 4     | 2    |      | Giyo Saito               | 1 min 20 s 20                   | Q                            |
| 4     | 3    |      | Pieter van Senus (en)    | 1 min 24 s 80                   |                              |
| 5     | 1    |      | Sven Thaulow             | 1 min 24 s                      | Q                            |
| 5     | 2    |      | Erik Skoglund            | 1 min 27 s 40                   | Q                            |
| 5     | 3    |      | Viktor Legát (en)        | 1 min 27 s 80                   |                              |
| 5     | 4    |      | Eugène Kuborn (en)       | 1 min 29 s                      |                              |

## Demi-finales
Les demi-finales du 100 mètres dos masculin ont lieu le jeudi 17 juillet le matin, devant 1 250 spectateurs. Les deux premiers de chaque demi-finale et le meilleur troisième sont qualifiés pour la finale.
Si tous les nageurs sont encore quasiment sur la même ligne aux 30 mètres, l'Américain Kealoha remporte facilement la première demi-finale. Il est, à tort, annoncé qu'il bat à nouveau le record olympique. La prestation de son compatriote Wyatt laisse présager une place sur le podium. Le nageur japonais Saito a longtemps été au coude à coude avec le Hongrois Bartha mais a lâché prise dans les derniers mètres. La seconde demi-finale est très disputée, le Britannique Rawlinson essayant de prendre le large dès la première longueur, mais la course est finalement remportée de peu par le Belge Blitz. Le Français Zeibig est soutenu par son public, mais réalise un moins bon temps qu'en séries,,.
| Série | Rang | Pays | Nom                    | Temps         | Qualification          |
| ----- | ---- | ---- | ---------------------- | ------------- | ---------------------- |
| 1     | 1    |      | Warren Kealoha         | 1 min 13 s 60 | Q                      |
| 1     | 2    |      | Paul Wyatt             | 1 min 17 s    | Q                      |
| 1     | 3    |      | Károly Bartha          | 1 min 19 s    | q (meilleur troisième) |
| 1     | 4    |      | Giyo Saito             | 1 min 19 s 80 |                        |
| 1     | 5    |      | John McDowall (en)     | 1 min 22 s    |                        |
| 1     | 6    |      | Erik Skoglund          | 1 min 26 s 60 |                        |
| 2     | 1    |      | Gérard Blitz           | 1 min 19 s    | Q                      |
| 2     | 2    |      | Austin Rawlinson       | 1 min 19 s 20 | Q                      |
| 2     | 3    |      | Émile Zeibig           | 1 min 23 s 40 |                        |
| 2     | 4    |      | Jimmy Worthington (en) | 1 min 24 s 20 |                        |
| 2     | 5    |      | Sven Thaulow           | 1 min 24 s 20 |                        |

## Finale
| Rang | Pays | Nom              | Temps         |                                            |
| ---- | ---- | ---------------- | ------------- | ------------------------------------------ |
| 1    |      | Warren Kealoha   | 1 min 13 s 20 | (RO)                                       |
| 2    |      | Paul Wyatt       | 1 min 15 s 40 |                                            |
| 3    |      | Károly Bartha    | 1 min 17 s 80 |                                            |
| 4    |      | Gérard Blitz     | 1 min 19 s 60 |                                            |
| 5    |      | Austin Rawlinson | 1 min 20 s    |                                            |
| 6    |      | Giyo Saito       |               | Décision du jury 6e temps des demi-finales |

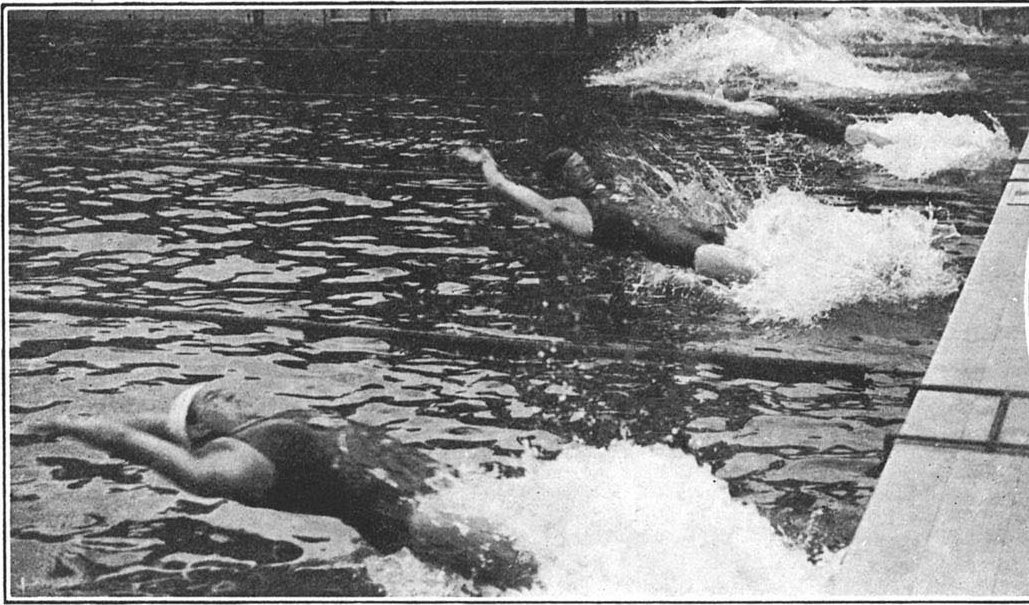
Départ de la finale.

La finale se déroule le vendredi 18 juillet après 15 h, devant un public d'un peu plus de 4 000 spectateurs.
Les deux nageurs américains prennent rapidement la tête de la course et virent quasiment ensemble. Kealoha fournit son effort dans le dernier quart. Il distance à l'arrivée son compatriote Wyatt de 2,5 mètres et conserve ainsi son titre et améliorant à nouveau le record olympique. Les trois autres nageurs ne peuvent que se disputer la troisième marche du podium, sans espoir de rattraper les Américains. Cette seconde course tourne à l'avantage du Hongrois Bartha,,.